# Reacción negativa a la mercancía del Mes del Orgullo en Target de 2023

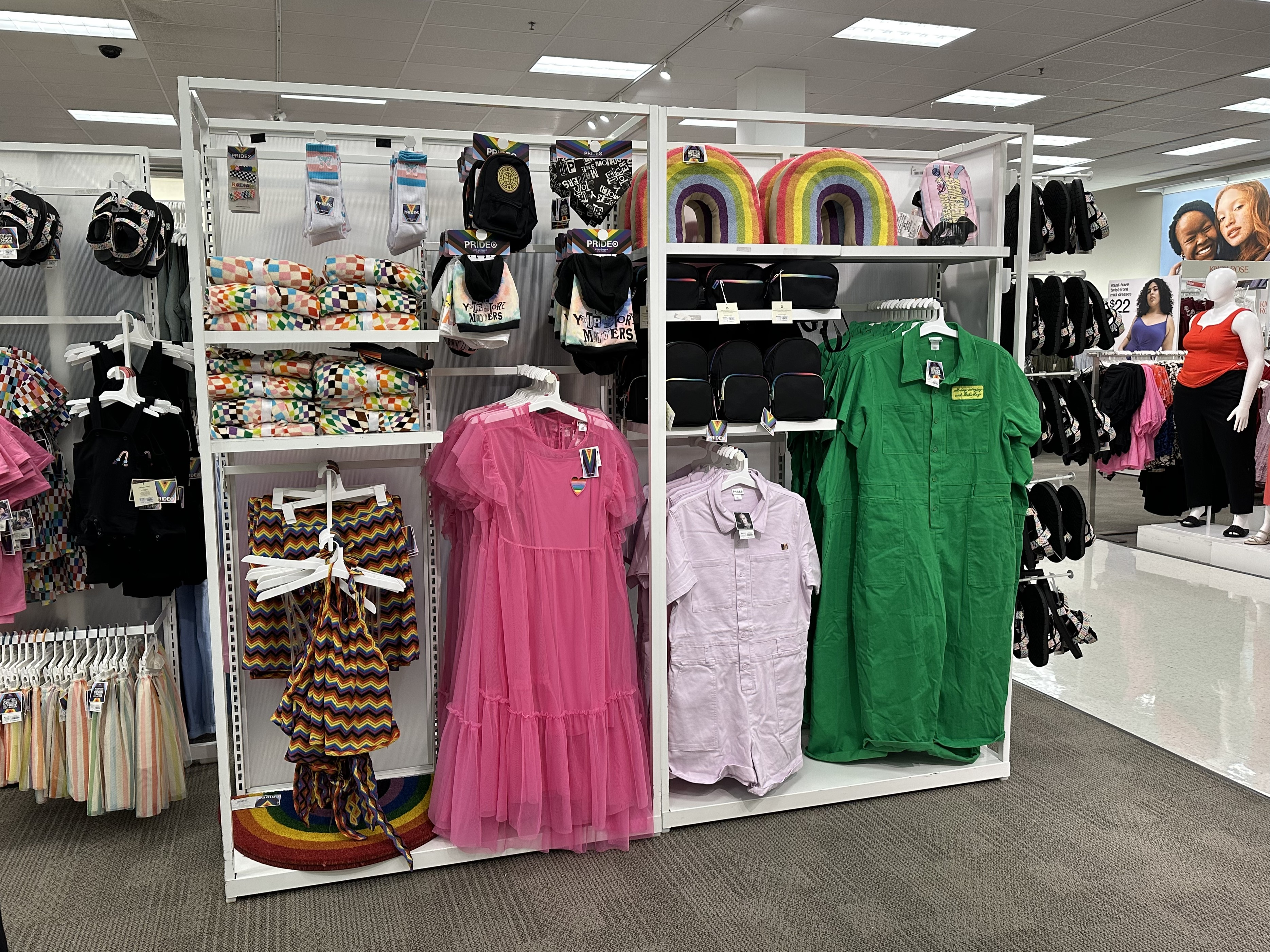
La colección Pride 2023 de Target en Dadeland Station, Florida, se trasladó a la parte trasera de la tienda.

La reacción negativa a la mercancía del Mes del Orgullo en Target de 2023 se refiere a la reacción negativa, o backlash, que se produjo contra Target en el período previo al Mes del Orgullo en 2023 después de que el minorista estadounidense lanzara su mercancía del mes del Orgullo, lo que provocó ataques y amenazas de parte de grupos conservadores anti-LGBT.

## Trasfondo
En mayo de 2023, Target recibió amenazas contra sus empleados en respuesta a la mercancía del Mes del Orgullo vendida en sus tiendas. Varias publicaciones virales en redes sociales afirmaron que se vendían productos «amigables al tucking» para niños; Associated Press encontró que esta afirmación era falsa.
Como resultado de la indignación entre los grupos anti-LGBTQ, Target decidió retirar varias piezas de mercadería de las tiendas en los estados del sur de Estados Unidos y de su sitio web. La compañía también decidió mover sus Pride Displays en algunas tiendas de las áreas de entrada a la parte trasera. Target emitió un comunicado el 24 de mayo de 2023, en el que citó la preocupación por la seguridad de sus empleados como justificación de estos cambios.

## Respuesta

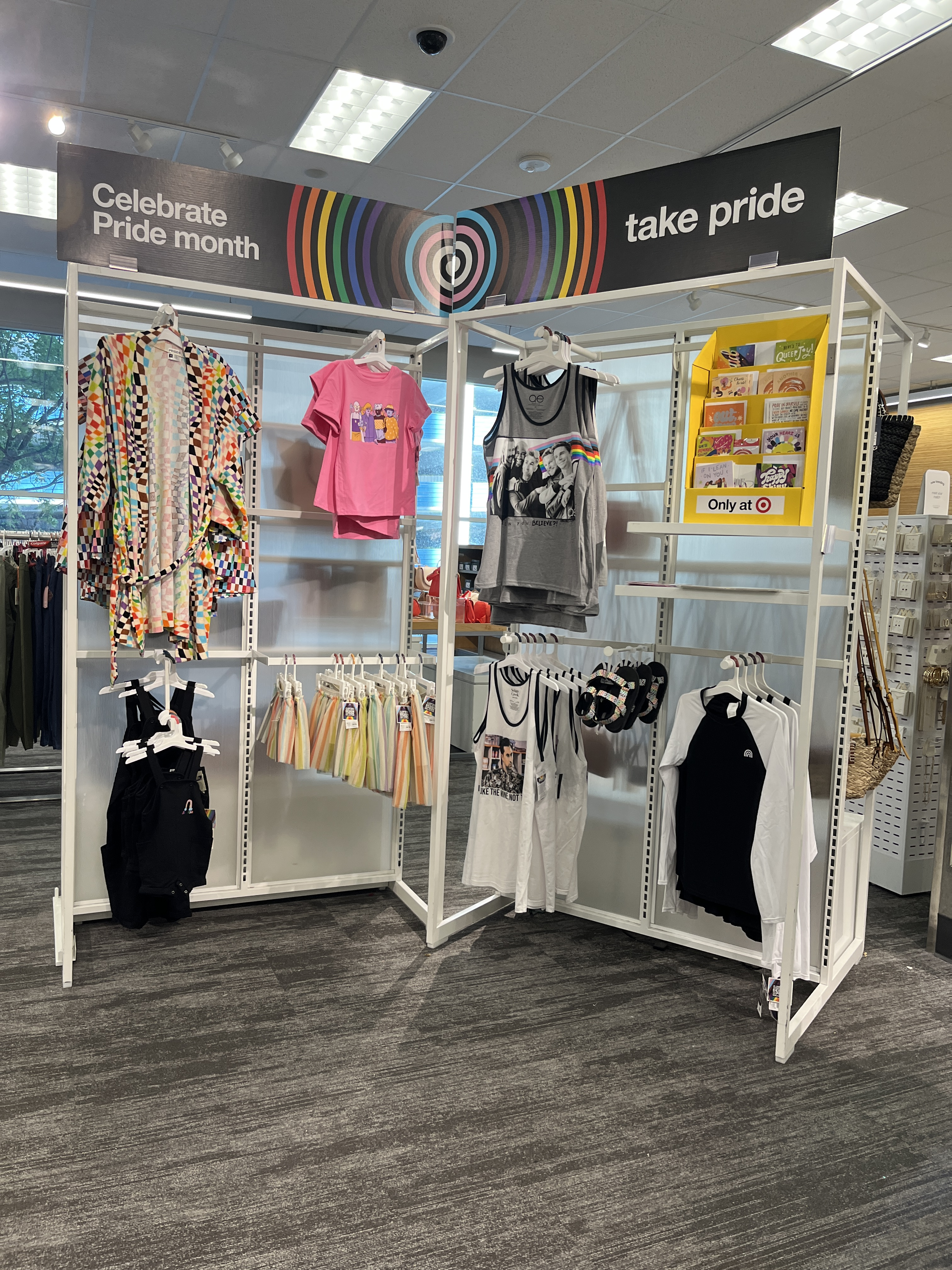
Colección Pride en una tienda Target en Seattle, Washington, en junio de 2023.

Tras la respuesta de Target, la empresa enfrentó duras críticas de GLAAD y varios otros grupos de interés en defensa de la comunidad LGBTQ+, quienes solicitaron que Target devolviera toda la mercancía retirada de sus tiendas y sitio web y publicara una declaración para reafirmar su compromiso con la comunidad LGBTQ+.
Varios políticos, incluido el gobernador de California, Gavin Newsom, se pronunciaron en apoyo de la comunidad LGBTQ+ y acusaron al director ejecutivo de Target, Brian Cornell, de «vender a la comunidad LGBTQ+ a extremistas».
Kelley Robinson, presidenta de Human Rights Campaign, escribió que «la comunidad LGBTQ+ ha celebrado el Orgullo con Target durante la última década. Target necesita apoyarnos y redoblar su compromiso con nosotros».
Michael Edison Hayden, portavoz del Southern Poverty Law Center, le dijo a NPR que «la reversión de Target solo serviría para alentar amenazas más violentas».
Target no emitió más declaraciones ni apoyo a la comunidad LGBTQ+ luego de la reacción negativa. Dentro de la semana siguiente a la reacción negativa, el precio de las acciones de Target había caído un 15%.
Otros minoristas, incluido Walmart, emitieron declaraciones de que no cambiarían sus ofertas del Mes del Orgullo en respuesta a la reacción negativa contra Target.
En una entrevista con Salon, el director sénior de programas y defensa corporativa de Human Rights Campaign, Eric Bloem dijo que «estamos viendo un ataque planificado muy coordinado contra la comunidad LGBTQ+» y que los ataques contra la comunidad LGBTQ+ y las empresas que están apoyando son impulsados por las continuas afirmaciones falsas que se informan a través de los medios de comunicación conservadores, incluido Fox News. A pesar de las afirmaciones falsas, anfitriones e invitados a programas de dicha cadena continuaron difundiendo información errónea sobre la mercancía del Mes del Orgullo en Target en la semana posterior al incidente, según Salon y Media Matters.
A fines de mayo de 2023, se informó activistas de extrema derecha destrozaron varias tiendas Target en todo el país.
El 10 de junio de 2023, aparentemente se hicieron varias amenazas falsas de bomba contra Target en varios estados, lo que provocó varias evacuaciones. La policía no encontró ningún artefacto sospechoso o dañino, pero está trabajando con el FBI para tratar de identificar a los remitentes. La policía no ha identificado quién estaba detrás de las amenazas falsas.
El 16 de junio de 2023, una coalición de 15 fiscales generales estatales encabezada por la fiscal general de Massachusetts, Andrea Joy Campbell, y el fiscal general de Minnesota, Keith Ellison, y firmada conjuntamente por los fiscales de Arizona, California, Connecticut, Delaware, el Distrito de Columbia, Illinois, Maine, Nevada, Nueva Jersey, Nueva York, Rhode Island, Vermont y el estado de Washington, expresaron su decidido e inequívoco apoyo a la comunidad LGBTQIA+. Apoyaron a Target en la denuncia de todas las amenazas y actos de vandalismo cometidos contra sus exhibiciones Pride a las fuerzas del orden. También solicitaron que Target devuelva la mercancía retirada a las tiendas.